# Worsley, Greater Manchester
Worsley är en ort och en unparished area i distriktet Salford, i grevskapet Greater Manchester, i England. Unparished area hade 52 730 invånare år 2001. Fram till 1974 var det ett separat distrikt.